# Pociąg pancerny

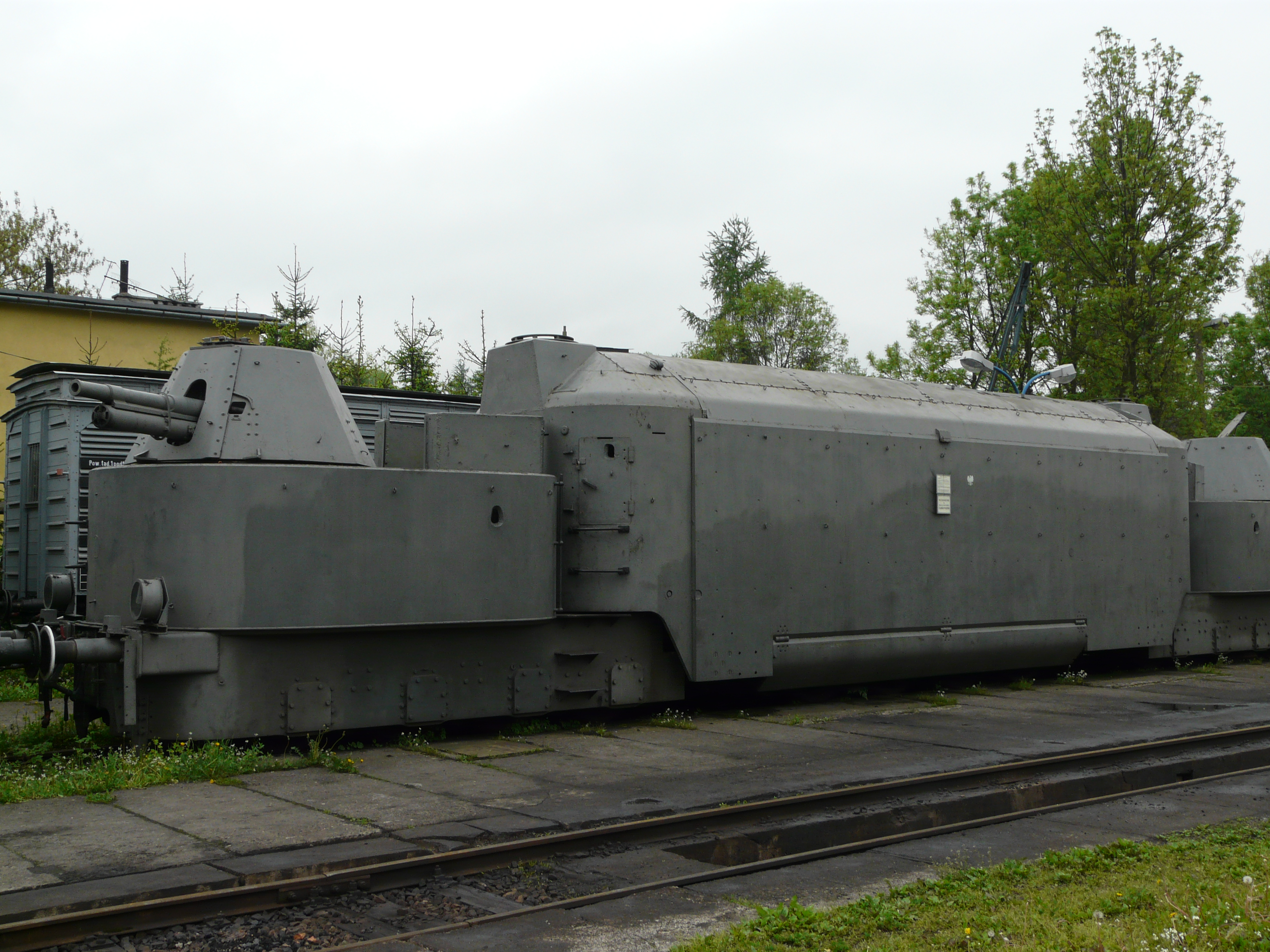
Panzertriebwagen 16

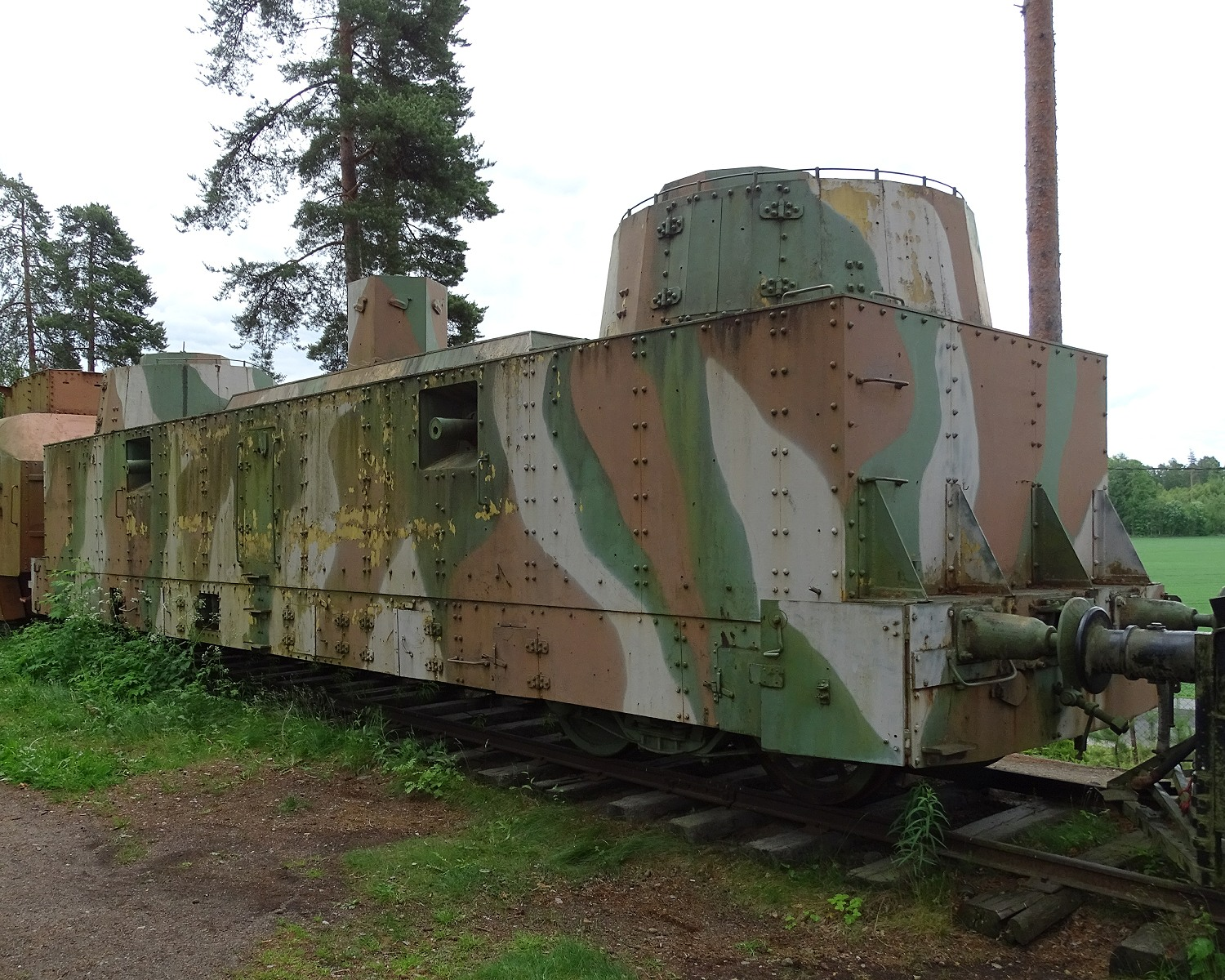
Pociąg pancerny w Finlandii

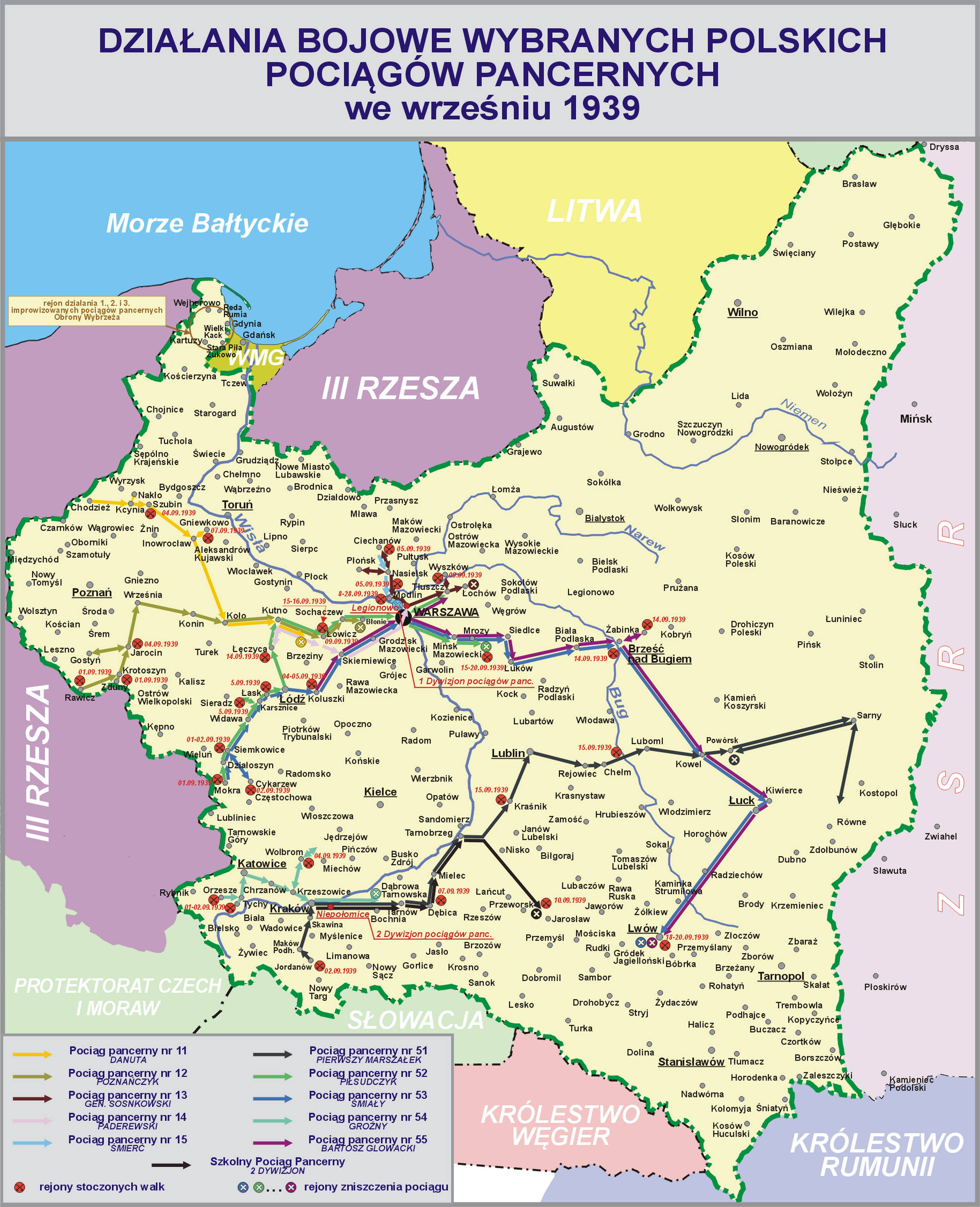
Działania bojowe wybranych polskich pociągów pancernych we wrześniu 1939

Pociąg pancerny – pociąg złożony z lokomotywy pancernej i kilku wagonów pancernych uzbrojonych w działa i broń maszynową, a czasami także z drezyn pancernych lub bojowych wagonów motorowych.
Pociągi pancerne z reguły składały się z lokomotywy i wagonów osłoniętych w całości pancerzem stalowym grubości kilku do kilkudziesięciu milimetrów. W zależności od możliwości wyposażenia, niektóre pociągi pancerne, zwłaszcza improwizowane, nie były chronione pancerzem, lecz dostępnymi materiałami, takimi jak beton lub worki z piaskiem, lub były jedynie częściowo opancerzone.
Po raz pierwszy pomysł budowy pociągów pancernych pojawił się w 1826 we Francji, w 1846 zastosowano w Austrii pierwszą częściowo opancerzoną platformę kolejową z działem. 
Opancerzonych w sposób prowizoryczny pociągów używali Brytyjczycy podczas II wojny burskiej. Dojrzałe konstrukcje pociągów pancernych, pokrytych w całości stalowym pancerzem i uzbrojonych w obrotowe wieże artyleryjskie, pojawiły się dopiero podczas I wojny światowej. Używane były głównie przez Austro-Węgry, Niemcy i Rosję na froncie wschodnim. Na wielką skalę pociągów pancernych, w dużej mierze improwizowanych, używały wszystkie strony podczas wojny domowej w Rosji, czemu sprzyjała słabo rozwinięta sieć dróg na tamtych terenach. Podczas II wojny światowej pociągów pancernych bojowo używała Polska, Niemcy i Związek Radziecki. Oprócz zadań bojowych pełniły także funkcje patrolowe i policyjne.
Polskie pociągi pancerne w większości wywodziły się ze składów z okresu I wojny światowej, zmodernizowanych w okresie międzywojennym. Kilkanaście pociągów pancernych brało udział w kampanii wrześniowej. Pociągi pancerne były też wykorzystywane przez Polskie Siły Zbrojne i we wczesnym okresie powojennym (między innymi przez Służbę Ochrony Kolei). 
Obecnie pociągi pancerne są używane przez siły zbrojne Federacji Rosyjskiej. 

## Wagony używane zwykle w pociągach pancernych
- artyleryjskie – opancerzone i uzbrojone w działa oraz karabiny maszynowe
- piechoty (w Polsce nazywane wagonami szturmowymi) – opancerzone, uzbrojone w karabiny maszynowe i służące do przewożenia piechoty
- karabinów maszynowych – opancerzone i uzbrojone w karabiny maszynowe
- przeciwlotnicze – uzbrojone w działka przeciwlotnicze
- dowodzenia – podobne do wagonów piechoty, lecz wyposażone w stanowisko dowodzenia pociągu
- przeciwpancerne – odmiana wagonów artyleryjskich, wyposażone w działo przeciwpancerne (zwykle w wieży czołgowej)
- platformy – nieopancerzone, służące do różnych celów: ochrony przed wykolejeniem, przewożenia materiałów saperskich i do naprawy toru, przewożenia motocykli i pojazdów w tym czołgów.